# Фокс-Парк (Вайомінг)
Фокс-Парк (англ. Fox Park) — переписна місцевість (CDP) в США, в окрузі Олбані штату Вайомінг. Населення — 12 осіб (2020).

## Географія
Фокс-Парк розташований за координатами 41°4′48″ пн. ш. 106°9′12″ зх. д. / 41.08000° пн. ш. 106.15333° зх. д. (41.080133, -106.153387).  За даними Бюро перепису населення США в 2010 році переписна місцевість мала площу 2,57 км², уся площа — суходіл.

### Клімат
| Клімат : Фокс-Парк      | Клімат : Фокс-Парк | Клімат : Фокс-Парк | Клімат : Фокс-Парк | Клімат : Фокс-Парк | Клімат : Фокс-Парк | Клімат : Фокс-Парк | Клімат : Фокс-Парк | Клімат : Фокс-Парк | Клімат : Фокс-Парк | Клімат : Фокс-Парк | Клімат : Фокс-Парк | Клімат : Фокс-Парк | Клімат : Фокс-Парк |
| Показник                | Січ.               | Лют.               | Бер.               | Квіт.              | Трав.              | Черв.              | Лип.               | Серп.              | Вер.               | Жовт.              | Лист.              | Груд.              | Рік                |
| Середній максимум, °C   | −0,6               | 0,6                | 4,4                | 8,9                | 14,4               | 20,6               | 24,4               | 22,8               | 18,9               | 12,2               | 3,9                | −1,1               | 10,8               |
| Середня температура, °C | −8,3               | −7,5               | −3,3               | 0,3                | 5,3                | 10,3               | 13,9               | 12,2               | 8,1                | 2,5                | −3,9               | −8,6               | 1,8                |
| Середній мінімум, °C    | −16,1              | −15,6              | −11,1              | −8,3               | −3,9               | 0,0                | 3,3                | 1,7                | −2,8               | −7,2               | −11,7              | −16,1              | −7,3               |
| ----------------------- | ------------------ | ------------------ | ------------------ | ------------------ | ------------------ | ------------------ | ------------------ | ------------------ | ------------------ | ------------------ | ------------------ | ------------------ | ------------------ |

## Демографія
Згідно з переписом 2010 року, у переписній місцевості мешкали 22 особи в 13 домогосподарствах у складі 7 родин. Густота населення становила 9 осіб/км².  Було 36 помешкань (14/км²).
Расовий склад населення:
| - 95,5 % — білих - 4,5 % — осіб інших рас |

До двох чи більше рас належало 0,0 %. Частка іспаномовних становила 4,5 % від усіх жителів.
За віковим діапазоном населення розподілялося таким чином: 0,0 % — особи молодші 18 років, 81,8 % — особи у віці 18—64 років, 18,2 % — особи у віці 65 років та старші. Медіана віку мешканця становила 55,5 року. На 100 осіб жіночої статі у переписній місцевості припадало 100,0 чоловіків;  на 100 жінок у віці від 18 років та старших — 100,0 чоловіків також старших 18 років.